# 斯巴達 (紐約州)
斯巴達（英語：Sparta）是一個位於美國紐約州利文斯頓縣的鎮。

## 人口
根據2020年美國人口普查的數據，斯巴達的面積為71.96平方千米，皆為陸地。當地共有人口1583人，而人口密度為每平方千米22人。